# Znicz Pruszków
El Znicz Pruszków es un equipo de fútbol polaco de la ciudad de Pruszków, en el voivodato de Mazovia. Actualmente juega la I Liga, la segunda división del país.

## Historia

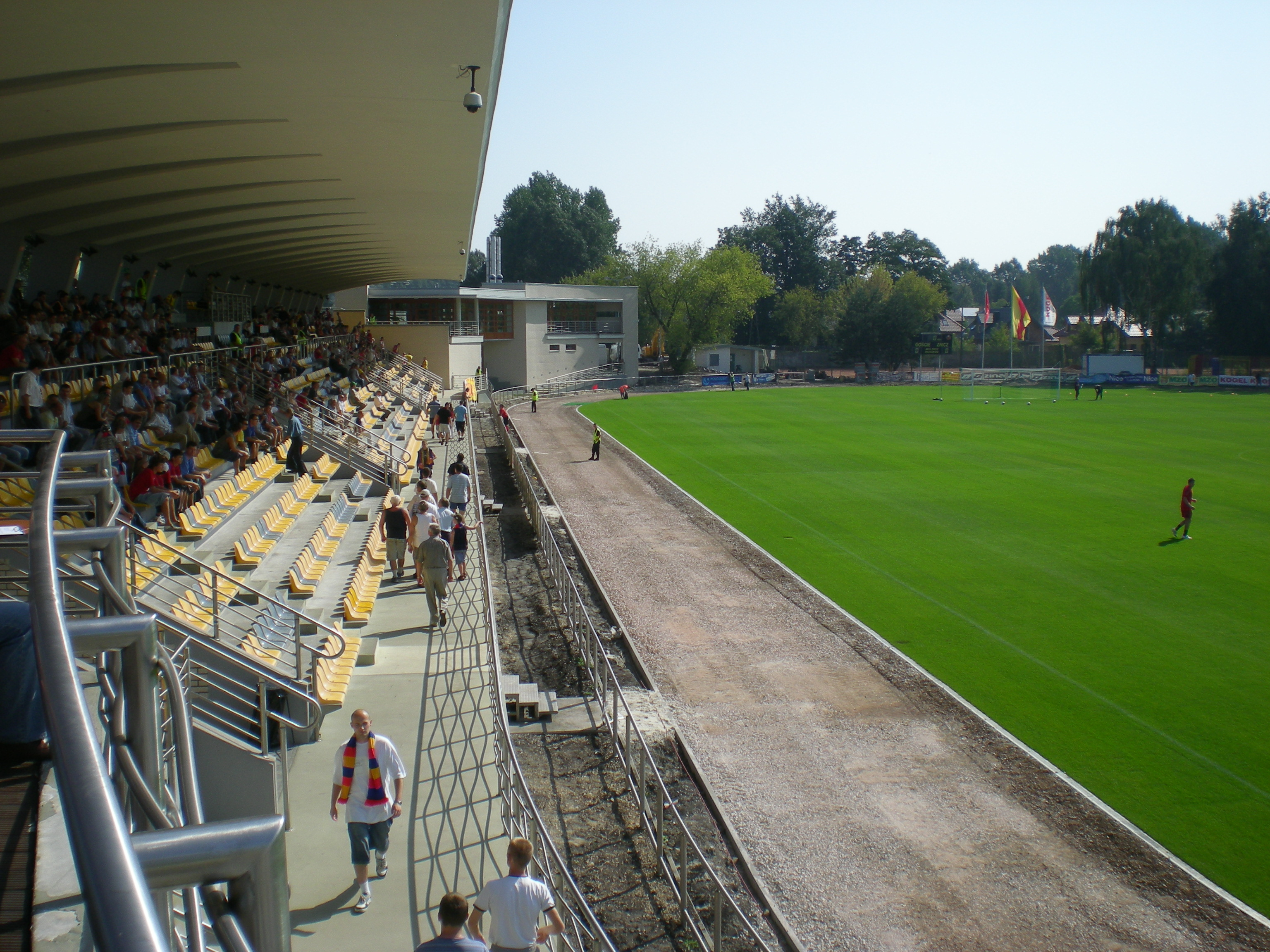
Estadio Znicza Pruszków.

El club se crea en 1923 siendo los fundadores Stefan Przychodzki, Konstanty Wiktorzak, Mieczysław Stochlak y los hermanos Wacław. Hasta 1925, cuando logra la creación de unos estatutos y por ende la participación en la clase C de la Asociación Regional de Fútbol de Varsovia, solo jugaba partidos amistosos. 
En marzo de 1928 se crea el Robotniczy Klub Sportowy Znicz Pruszków cuyo presidente fue K. Domoslawski. Desde el inicio el club tuvo problemas financieros, así como la falta de un estadio propio. El gran avance se produjo cuando Jan Piłsudzki fue comprado por un simbólico PLN 1, gracias a la participación de los jugadores, socios, activistas y seguidores del club, la construcción del campo duró solo un año. Los primeros partidos en el nuevo lanzamiento ya se llevaron a cabo en 1929, en ese momento Znicz gana los juegos de la clase C y va a la clase B. Al mismo tiempo, el equipo de Pruszków ganará otro campeonato esta vez, la clase B, y la próxima temporada comenzará en la clase A.
A partir de 1929 y con un estadio propio el club gana en la Clase C lo que le da derecho al ascenso al año siguiente y vuelve a hacerse con el título, ascendiendo así a la clase A. A pesar de sus éxitos, el club aún tenía problemas financieros, los principales ingresos fueron los eventos organizados por Znicz y las cuotas de los abonados. 
En el año 1933  se establece una cooperación con el Sindicato de Ferroviarios y el Znicz pronto pudo disfrutar del nuevo estadio con vestuarios, una cancha de baloncesto y una pista de atletismo. 
A pesar de la cooperación con varias organizaciones, el club todavía tenía problemas financieros. Por lo tanto, se decidió quitar algunas secciones como el boxeo, ciclismo o hockey sobre hielo. Años posteriores confirmaron el acierto por parte de la junta, ya que el fútbol, el baloncesto, el atletismo, el voleibol y el tenis de mesa se alzaron sobre el resto de los clubes cercanos en los clubes de trabajadores de Varsovia.
Con el inicio de la Segunda Guerra Mundial. Los gobiernos y las represiones impuestas por la Alemania nazi impidieron que el club funcionara.Muchos de los jugadores Snitch se unió a la lucha contra el ocupante: Stanislaw Czajka, Hip Wladyslaw Karol Kalinowski, Stanislaw Komosinski Zygmunt Stepniewski.
En la primavera de 1945, tras la liberación de Polonia, el presidente del club es K. Kozlowski reactiva las secciones de fútbol y baloncesto y al finalizar la guerra, el mecenazgo del club incluye a Zakłady Materiałów Biurowych (anteriormente Majewski Factory) y Chemical Works. Sin embargo, ya en 1949. estas plantas dejan de subsidiar a ZNICZ y de nuevo el club se encuentra en una situación financiera difícil.Ese mismo año gana la clase A, pero en la lucha por la entrada a la división superior (II Liga) pierde el partido decisivo.
En 1950, se une al ZZK Kolejarz y se crean nuevas las secciones de boxeo, voleibol femenino, hockey sobre hielo, rápido, tenis de mesa, baloncesto masculino y una sección de kayak.
En 1990, el club se enfrenta a la quiebra debido a modificaciones del sistema, los lugares de trabajo se liquidan y finalizan sus actividades, que el club pierde el patrocinio y los patrocinadores.
Sin embargo, afortunadamente para el club en el momento adecuado hay un grupo de aficionados y entusiastas de los deportes que rescata de la situación al club. En su cabeza está el presidente Anthony Platowski (Consejero del Ayuntamiento de Pruszkow ).
Durante muchos años, el club jugó en la 4ª liga, pero el 11 de junio de 2000 asciende a la 3ª liga y para sorpresa de todos, en la temporada 2004/2005 juega los play-offs de ascenso a la 2ª liga, pero no logra el ascenso. 
En la próxima temporada de 2005/2006 gana la Copa Mazowiecki derrotando en la final Mazowsze Płock por 3 a 2.
La temporada 2006/2007, bajo la dirección de Andrzej Blacha y Leszek Ojrzyński celebraron la promoción a la II Liga. Esa misma temporada, Robert Lewandowski, su jugador más célebre, se convierte en el máximo goleador de la categoría.